# 朝日寺 (鳥取市)
朝日寺（ちょうにちじ）は、鳥取県鳥取市横枕にある日蓮宗の寺院で山号は医王山である。旧本山は芳心寺、達師法縁(繁珠会)。

## 歴史
奈良時代の749年創建とされる古刹。南北朝時代の建武年間（1334年－1336年）にこの寺の薬王菩薩に帰依した山名氏が伽藍を造営した。元禄5年（1692年）精進院日勇(大宝山芳心寺9世)が天台宗から日蓮宗に改宗し、稲田山薬王寺を現在の寺号の医王山朝日寺に改めた。現在の本堂は嘉永6年（1853年）旧清照寺の本堂が移設され再建されたもの。明治6年（1873年）現存する山門が建立された。明治12年（1879年）現存する鐘楼堂建立された。昭和47年（1972年）現存する位牌堂建立された。昭和54年（1979年）鳥取市指定名木の妙経の松が枯死した。

## 歴代
- 行基菩薩
- 精進院日勇（開基）

## 境内
- 本堂
- 山門
- 鐘楼堂
- 位牌堂